# Mašina vremeni
"Mašina vremeni" - sovjetska i ruska rock grupa. Osnovali su je Andrej Makarevič i Sergej Kavagoe 27. svibnja 1969.